# Summer World University Games 2025/Teilnehmer (Schweden)
| Gelbes Symbol für Goldmedaillen mit stilisierten Olympischen Ringen | Graues Symbol für Silbermedaillen mit stilisierten Olympischen Ringen | Braundes Symbol für Bronzemedaillen mit stilisierten Olympischen Ringen |
| ------------------------------------------------------------------- | --------------------------------------------------------------------- | ----------------------------------------------------------------------- |
| 1                                                                   | 1                                                                     | 1                                                                       |

Schweden nahm an den Summer World University Games 2025 vom 16. bis zum 27. Juli mit 51 Athleten (28 Männer und 23 Frauen) teil.

## Medaillen

### Medaillenspiegel
| Rang   | Sportart       | Gold | Silber | Bronze | Gesamt |
| ------ | -------------- | ---- | ------ | ------ | ------ |
| 1      | Leichtathletik | 1    | 1      | –      | 2      |
| 2      | Tennis         | –    | –      | 1      | 1      |
| Gesamt | Gesamt         | 21   | 9      | 27     | 57     |

### Medaillengewinner
| Name/n                     | Sportart       | Wettkampf    |
| -------------------------- | -------------- | ------------ |
| Gold                       |                |              |
| Axelina Johansson          | Leichtathletik | Kugelstoßen  |
| Silber                     |                |              |
| Anna Lindfors              | Leichtathletik | Diskuswurf   |
| Bronze                     |                |              |
| John Gabelic$Nikola Slavic | Tennis         | Herrendoppel |

## Teilnehmer nach Sportarten

### Beachvolleyball
| Frauen - Juste Derkintyte - Ellen Lindqvist |

### Bogenschießen
| Männer - Lukas Jacobsson - Elias Olsson | Frauen - Freya Andersson |

### Fechten
| Männer - Filip Nyman - Ian Bäckström - Jakob Fagerstedt - Henri Ask - Axel Elmfeldt - Daniel Carlstedt Ringius - Hugo Penker | Frauen - Emma Fransson - Marlena Jawaid - Sophie Engdahl - Moa Maaninka |

### Leichtathletik
| Männer - William Thor - Viktor Thor - Jesper Sandberg - Nils Bredin - Gustav Karlsson - Teo Paganus - Hugo Sörby - Alfons Haals - Joakim Wadstein - Jakob Rahm - Oskar Weidenholm | Frauen - Alva von Gerber - Stina Pettersson - Daniella Persson - Anna Lindfors - Sara Forssell - Emma Löf - Amanda Rask - Kajsa Lindqvist - Klara Rådbo - Gabriella Jönsson - Axelina Johansson - Emilia Malmehed - Emilia Sjöstrand |

### Schwimmen
| Männer - Charlie Skoglund Macmillan - Linus Forsgren - Erik Falk - Vidar Carlbaum - Elias Funch Persson | Frauen - Moa Bergdahl - Hanna Bergman - Lisa Nystrand |

### Taekwondo
| Männer - Erik Farmakas |

### Tennis
| Männer - Nikola Slavic - John Gabelic |